# 杨劼
杨劼（1965年2月—），女，蒙古族，山西芮城人，中华人民共和国政治人物。曾任内蒙古自治区生态环境厅厅长，现任内蒙古自治区政协副主席，自治区教育厅厅长。

## 简历
1987年毕业于内蒙古大学生物系植物生态学专业，1990年取得内蒙古大学生物系生态学专业硕士；
曾任内蒙古大学副校长，自治区教育厅副厅长等职务；2018年9月，任内蒙古财经大学党委书记； 2020年7月，任内蒙古自治区生态环境厅党组书记。同年9月，任内蒙古自治区生态环境厅党组书记、厅长。 
2023年1月，当选为内蒙古自治区政协副主席；并于同年5月兼任该自治区教育厅厅长。